# New Clear Days
Albums de The Vapors
Magnets
(1981)
Singles
1. Turning Japanese
Sortie : 25 janvier 1980
2. News at Ten
Sortie : 6 juin 1980
3. Waiting for the Weekend
Sortie : 5 septembre 1980

New Clear Days est le premier album studio du groupe britannique The Vapors. Il est sorti en 1980 sur le label United Artists Records. Il comprend notamment Turning Japanese, la chanson la plus connue des Vapors, qui se classe dans les hit-parades de nombreux pays.

## Histoire
Après avoir signé un contrat avec United Artists Records en septembre 1979, les Vapors publient leur premier 45 tours, Prisoners, le 26 octobre. C'est un échec commercial. Le groupe commence à enregistrer son premier album au mois de novembre dans les studios londoniens de Basing Street et Townhouse. Le single Turning Japanese est quant à lui enregistré dans un troisième studio, les studios Roundhouse.
New Clear Days sort le 7 juin 1980 au Royaume-Uni. Il a été précédé par deux singles : Turning Japanese le 25 janvier et une version remixée de News at Ten le 6 juin. Un troisième single, une version réenregistrée de Waiting for the Weekend, est publié le 5 septembre. Pour promouvoir l'album, les Vapors se produisent en Angleterre au mois de juin, puis ils effectuent une tournée en Australie au mois d'août avant de se rendre aux États-Unis en septembre.

## Fiche technique

### Chansons
Toutes les chansons sont écrites et composées par David Fenton.
| 1. | Spring Collection | 2:52 |
| 2. | Turning Japanese  | 3:44 |
| 3. | Cold War          | 3:57 |
| 4. | America           | 2:22 |
| 5. | Trains            | 3:26 |
| 6. | Bunkers           | 3:54 |

| 7.  | News at Ten             | 3:18 |
| 8.  | Somehow                 | 3:33 |
| 9.  | Sixty Second Interval   | 3:52 |
| 10. | Waiting for the Weekend | 3:07 |
| 11. | Letter from Hiro        | 6:23 |

New Clear Days a été réédité au format CD en 2000 avec huit morceaux supplémentaires.
| 12. | Prisoners                                                        | 2:55 |
| 13. | Sunstroke (face B de Prisoners)                                  | 1:57 |
| 14. | Here Comes the Judge (Live) (face B de Turning Japanese)         | 6:34 |
| 15. | News at Ten (version remixée sortie en single)                   | 3:21 |
| 16. | Wasted (face B de News at Ten)                                   | 2:48 |
| 17. | Talk Talk (face B de News at Ten)                                | 3:55 |
| 18. | Waiting for the Weekend (version réenregistrée sortie en single) | 3:03 |
| 19. | Billy (face B de Waiting for the Weekend)                        | 5:58 |

### Musiciens
- David Fenton : chant, guitare rythmique
- Edward Bazalgette (en) : guitare solo
- Steve Smith : basse, chœurs
- Howard Smith : batterie, percussions

### Équipe de production
- Vic Coppersmith-Heaven (en) : producteur
- Alan Douglas : ingénieur du son aux studios Townhouse
- Andy Lydon : ingénieur du son aux studios Basing Street
- Trevor Hallesy : ingénieur du son aux studios Roundhouse
- Paul Briginshaw : concept de la pochette
- John Pasche : direction artistique
- Phil Jude : photographie de la pochette
- Shoot That Tiger! : design de la pochette

### Classements et certifications
| Pays (classement)             | Meilleure place |
| ----------------------------- | --------------- |
| Australie (Kent Music Report) | 24              |
| Canada (RPM)                  | 44              |
| États-Unis (Billboard 200)    | 62              |
| Nouvelle-Zélande (RIANZ)      | 25              |
| Royaume-Uni (UK Albums Chart) | 44              |